# Amt Eldenburg Lübz
Amt Eldenburg Lübz – związek gmin w Niemczech, leżący w kraju związkowym Meklemburgia-Pomorze Przednie, w południowo-wschodniej części powiatu Ludwigslust-Parchim. Siedziba związku znajduje się w mieście Lübz.
W skład związku wchodzi dziesięć gmin, w tym jedna gmina miejska (Stadt) i dziewięć gmin wiejskich (Gemeinde):
1. Gallin-Kuppentin
2. Gehlsbach
3. Granzin
4. Kreien
5. Kritzow
6. Lübz, miasto
7. Passow
8. Ruhner Berge
9. Siggelkow
10. Werder

## Zmiany administracyjne
Do 31 grudnia 2011 związek liczył 16 gmin.
- 1 stycznia 2012
  - przyłączenie gminy Herzberg do gminy Obere Warnow w Związku Gmin Parchimer Umland
- 1 stycznia 2014 
  - utworzenie gminy Gehlsbach z gmin Karbow-Vietlübbe oraz Wahlstorf
- 25 maja 2014 
  - przyłączenie gminy Lutheran do miasta Lübz
- 1 stycznia 2019
  - utworzenie gminy Ruhner Berge z gmin Marnitz, Suckow oraz Tessenow
- 26 maja 2019
  - przyłączenie gminy Gischow do miasta Lübz